# 琴叶野靛棵
琴叶野靛棵（学名：Mananthes panduriformis）为爵床科野靛棵属下的一个种。

## 扩展阅读
- 維基物種上的相關：琴叶野靛棵